# Regionalliga
De Regionalliga is de op drie na hoogste voetbalklasse in Duitsland, die onder auspiciën van de Duitse voetbalbond wordt georganiseerd. De Regionalliga kan beschouwd worden als een soort overgangsklasse tussen het amateurvoetbal (de Oberliga's) en het professioneel voetbal, alhoewel in de praktijk deze scheiding wat kunstmatig is. Dat komt niet alleen door de vele reserveteams die in de Regionalliga's (maar ook in de Oberliga's) actief zijn, maar ook door de aanwezigheid van weggezakte topclubs of zeer ambitieuze (nieuwe) clubs die willen promoveren naar het profvoetbal. Een bekend voorbeeld daarvan is TSG Hoffenheim dat in sneltreinvaart is opgestoomd naar de 1. Bundesliga. De Regionalliga kan dan ook niet vergeleken worden met de Nederlandse Tweede divisie, dat door de KNVB tot het amateurvoetbal wordt gerekend en waar louter amateurclubs in uitkomen.

## Geschiedenis
Na de start van de Bundesliga in 1963 was de Regionalliga de tweede klasse in Duitsland tot 1974 toen de 2. Bundesliga werd opgericht. Daarna bestond er 20 jaar geen Regionalliga. In 1994 werd de Regionalliga opnieuw opgericht als klasse tussen de 2. Bundesliga en de Oberliga. Er werden vier klassen in de Regionalliga ingesteld, dit als gevolg van de herstructurering na de hereniging van beide Duitslanden. In 2000 werden de vier klassen naar twee teruggebracht, de Regionalliga Nord en Regionalliga Süd.
Hervorming 2008
Sinds het seizoen 2008/2009 is er een derde profdivisie (3. Liga). Vanaf dat seizoen is de Regionalliga het vierde niveau geworden en de diverse Oberliga's het vijfde niveau. Maximaal vier reserveteams van de clubs uit de 1. Bundesliga en 2. Bundesliga mogen uitkomen in deze nieuwe derde klasse. Tot dan toe was de Regionalliga het hoogste niveau waarop deze teams mochten uitkomen. De nieuwe Regionalliga werd gevormd door drie klassen (in plaats van twee), namelijk de Regionalliga Nord, Regionalliga West en Regionalliga Süd.
Hervorming 2012
Vanaf het seizoen 2012/2013 bestaat de Regionalliga uit de volgende vijf regionale divisies:
Regionalliga Nord, bestaande uit de deelstaten Sleeswijk-Holstein, Hamburg, Bremen en Nedersaksen
Regionalliga Nordost, bestaande uit de deelstaten Mecklenburg-Voor-Pommeren, Brandenburg, Berlijn, Saksen-Anhalt, Saksen en Thüringen.
Regionalliga West, bestaande uit de deelstaat Noordrijn-Westfalen
Regionalliga Südwest, bestaande uit de deelstaten Rijnland-Palts, Saarland, Hessen en Baden-Württemberg
Regionalliga Bayern, bestaande uit de deelstaat Beieren
In elk van de vijf Regionalliga's mogen maximaal zeven tweede elftallen van bij de Duitse voetbalbond aangesloten verenigingen spelen. Tweede elftallen van clubs die in de 3. Liga spelen zijn niet toegestaan. Uit de Regionalliga's zullen net als voorheen drie teams naar de 3. Liga promoveren. Hierbij wordt eventueel rekening gehouden met het maximaal aantal toegestane tweede elftallen op het derde niveau. Aan het einde van het seizoen wordt een promotieronde gespeeld waarbij de kampioenen uit de vijf Regionalliga's deelnemen, en ook de ploeg die als tweede is geëindigd in de sterke Regionalliga Südwest. Door loting komen drie wedstrijden tot stand met een thuis- en uitwedstrijd. De drie winnaars promoveren naar het derde niveau. De kampioen en vice-kampioen uit de Regionalliga Südwest kunnen niet tegen elkaar loten.
Hervorming 2019
Door de vijf regionale afdelingen van de Regionalliga is het niet mogelijk om als kampioen direct te promoveren naar de 3. Liga. In de loop der jaren is over niet-directe promotie flink discussie ontstaan. Na onderhandelen werd besloten om de Regionalliga Nord, Nordost en Bayern samen te voegen tot twee Regionalligen, waardoor er slechts vier afdelingen overblijven en daarmee elke kampioen direct kan promoveren naar de 3. Liga. Tevens werd een 3. Liga met twee keer 20 ploegen voorgesteld in een noordelijke en zuidelijke groep (zweigleisige 3. Liga) en werd er gepleit voor een invoering van een 4. Liga, waarin twee keer 20 teams uitkomen. Beide varianten konden niet op veel sympathie rekenen van zowel clubs uit de Regionalliga als de 3. Liga. In september wordt er een besluit genomen over de hervorming van de 3. Liga en de Regionalligen.

## Kampioenen

### 1963-1974

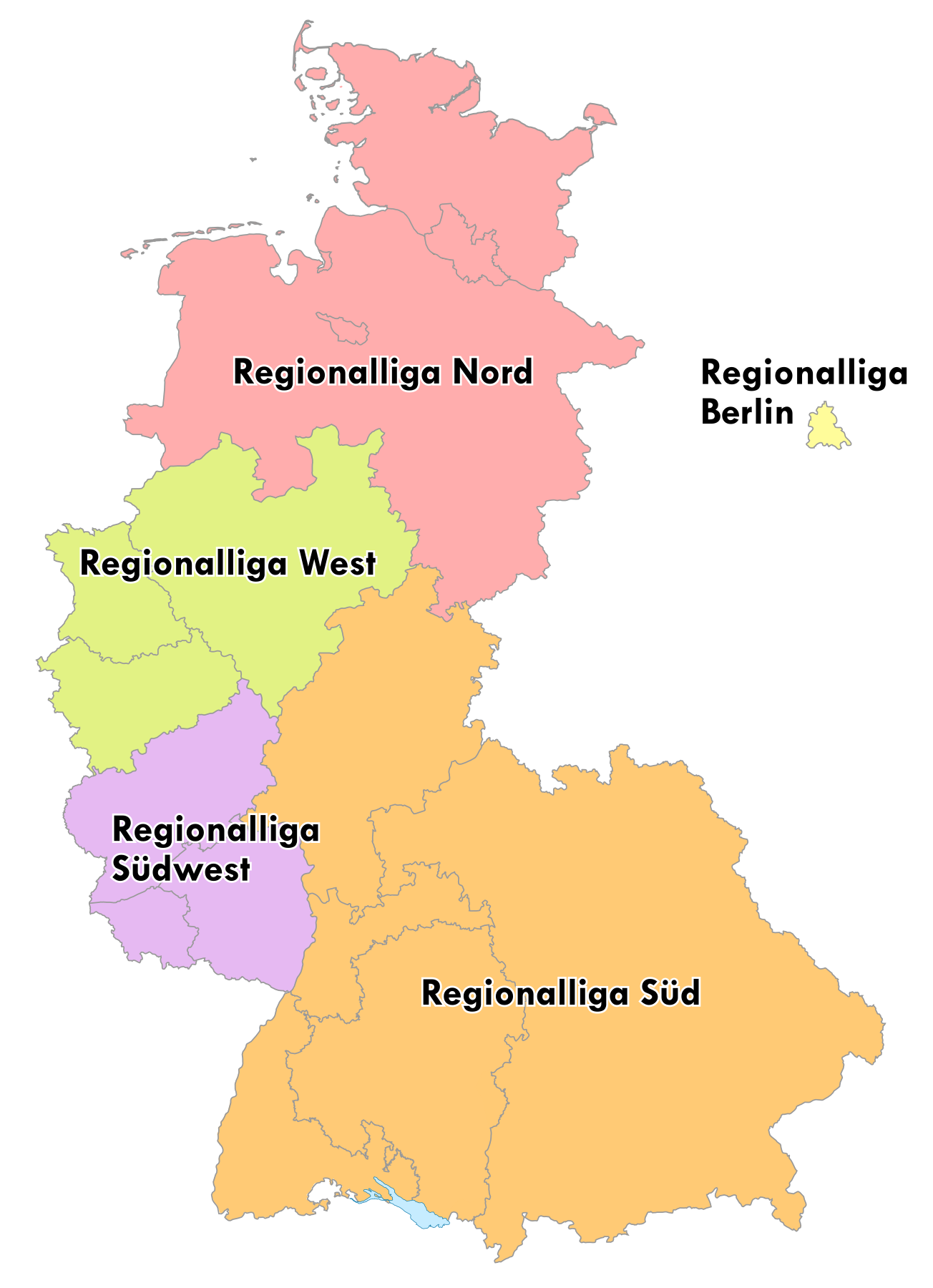
Regionalliga-indeling, 1963–1974

| Jaar | Nord                   | West                     | Südwest              | Süd               | Berlin                    |
| ---- | ---------------------- | ------------------------ | -------------------- | ----------------- | ------------------------- |
| 1964 | FC St. Pauli           | Alemannia Aachen         | Borussia Neunkirchen | Hessen Kassel     | Tasmania Berlin           |
| 1965 | Holstein Kiel          | Borussia Mönchengladbach | 1.FC Saarbrücken     | Bayern München    | Tennis Borussia Berlin    |
| 1966 | FC St. Pauli           | Fortuna Düsseldorf       | FK Pirmasens         | FC Schweinfurt 05 | Hertha BSC Berlin         |
| 1967 | Arminia Hannover       | Alemannia Aachen         | Borussia Neunkirchen | Kickers Offenbach | Hertha BSC Berlin         |
| 1968 | Arminia Hannover       | Bayer Leverkusen         | SV Alsenborn         | Bayern Hof        | Hertha BSC Berlin         |
| 1969 | VfL Osnabrück          | Rot-Weiß Oberhausen      | SV Alsenborn         | Karlsruher SC     | Hertha Zehlendorf         |
| 1970 | VfL Osnabrück          | VfL Bochum               | SV Alsenborn         | Kickers Offenbach | Hertha Zehlendorf         |
| 1971 | VfL Osnabrück          | VfL Bochum               | Borussia Neunkirchen | 1. FC Nürnberg    | Tasmania Berlin           |
| 1972 | FC St. Pauli           | Wuppertaler SV           | Borussia Neunkirchen | Kickers Offenbach | Wacker 04 Berlin          |
| 1973 | FC St. Pauli           | Rot-Weiss Essen          | FSV Mainz 05         | SV Darmstadt 98   | SpVgg Blau-Weiß 90 Berlin |
| 1974 | Eintracht Braunschweig | SG Wattenscheid 09       | Borussia Neunkirchen | FC Augsburg       | Tennis Borussia Berlin    |

### 1995-2000

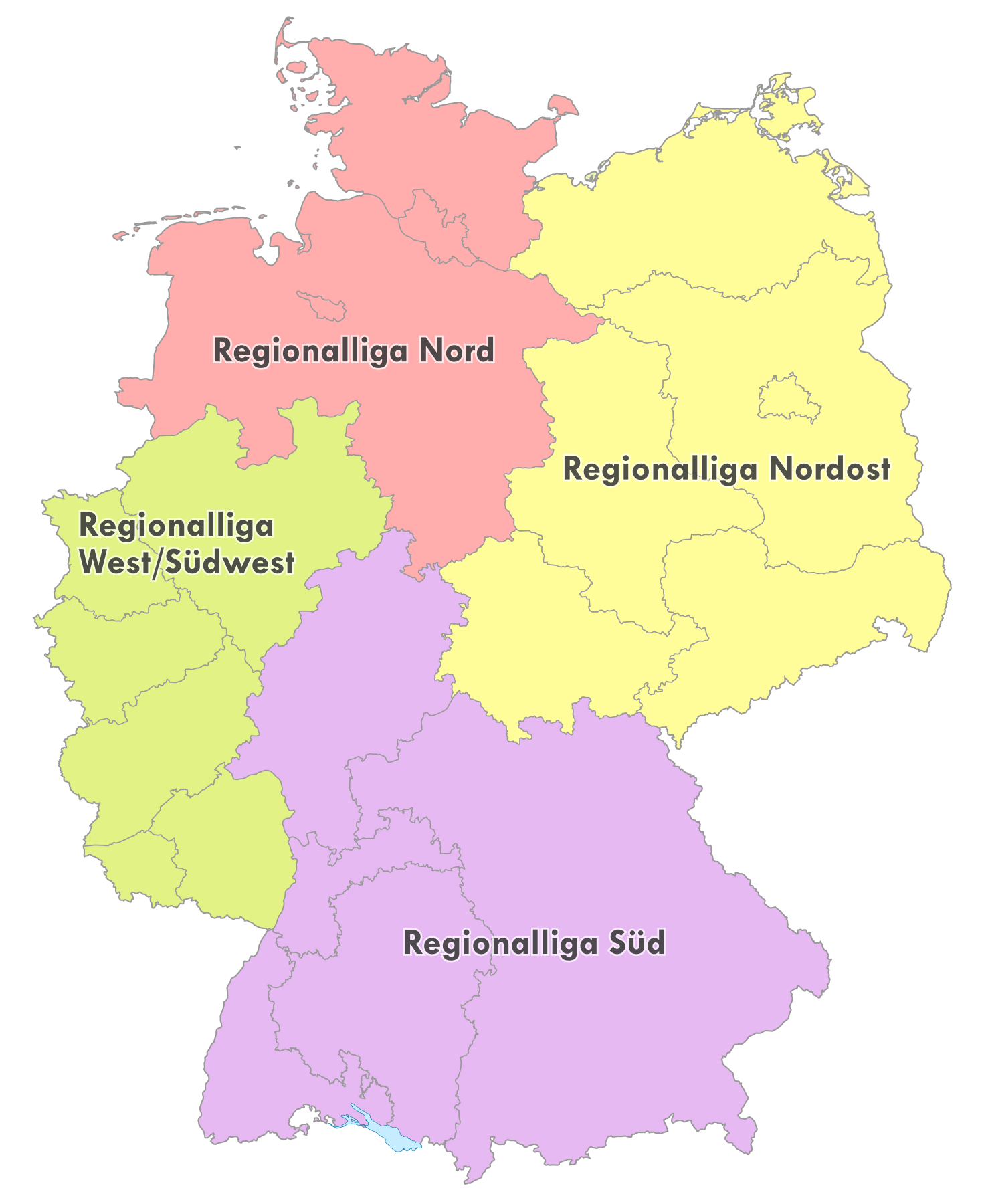
Regionalliga-indeling, 1994–2000

| Jaar | Nord          | West/Südwest        | Süd                 | Nordost                |
| ---- | ------------- | ------------------- | ------------------- | ---------------------- |
| 1995 | VfB Lübeck    | Arminia Bielefeld   | SpVgg Unterhaching  | FC Carl Zeiss Jena     |
| 1996 | VfB Oldenburg | FC Gütersloh        | Stuttgarter Kickers | Tennis Borussia Berlin |
| 1997 | Hannover 96   | SG Wattenscheid 09  | 1. FC Nürnberg      | Energie Cottbus        |
| 1998 | Hannover 96   | Rot-Weiß Oberhausen | SSV Ulm 1846        | Tennis Borussia Berlin |
| 1999 | VfL Osnabrück | Alemannia Aachen    | Waldhof Mannheim    | Chemnitzer FC          |
| 2000 | VfL Osnabrück | 1. FC Saarbrücken   | SSV Reutlingen      | 1. FC Union Berlin     |

### 2001-2008

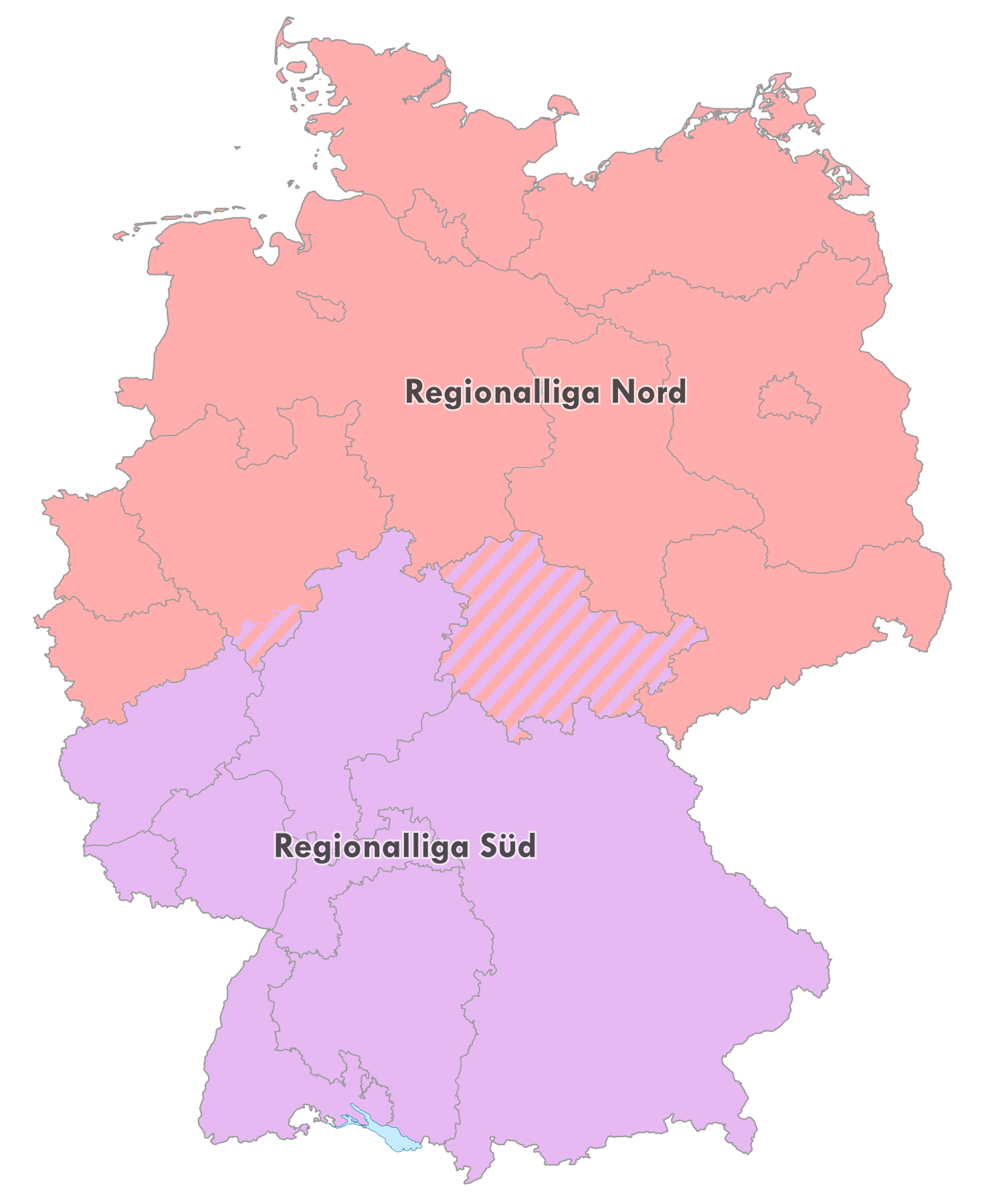
Regionalliga-indeling, 2000–2008

| Jaar | Nord                   | Süd                |
| ---- | ---------------------- | ------------------ |
| 2001 | 1. FC Union Berlin     | Karlsruher SC      |
| 2002 | VfB Lübeck             | Wacker Burghausen  |
| 2003 | Erzgebirge Aue         | SpVgg Unterhaching |
| 2004 | Rot-Weiß Essen         | Bayern München (A) |
| 2005 | Eintracht Braunschweig | Kickers Offenbach  |
| 2006 | Rot-Weiß Essen         | FC Augsburg        |
| 2007 | FC St. Pauli           | SV Wehen           |
| 2008 | Rot-Weiß Ahlen         | FSV Frankfurt      |

### 2009-2012

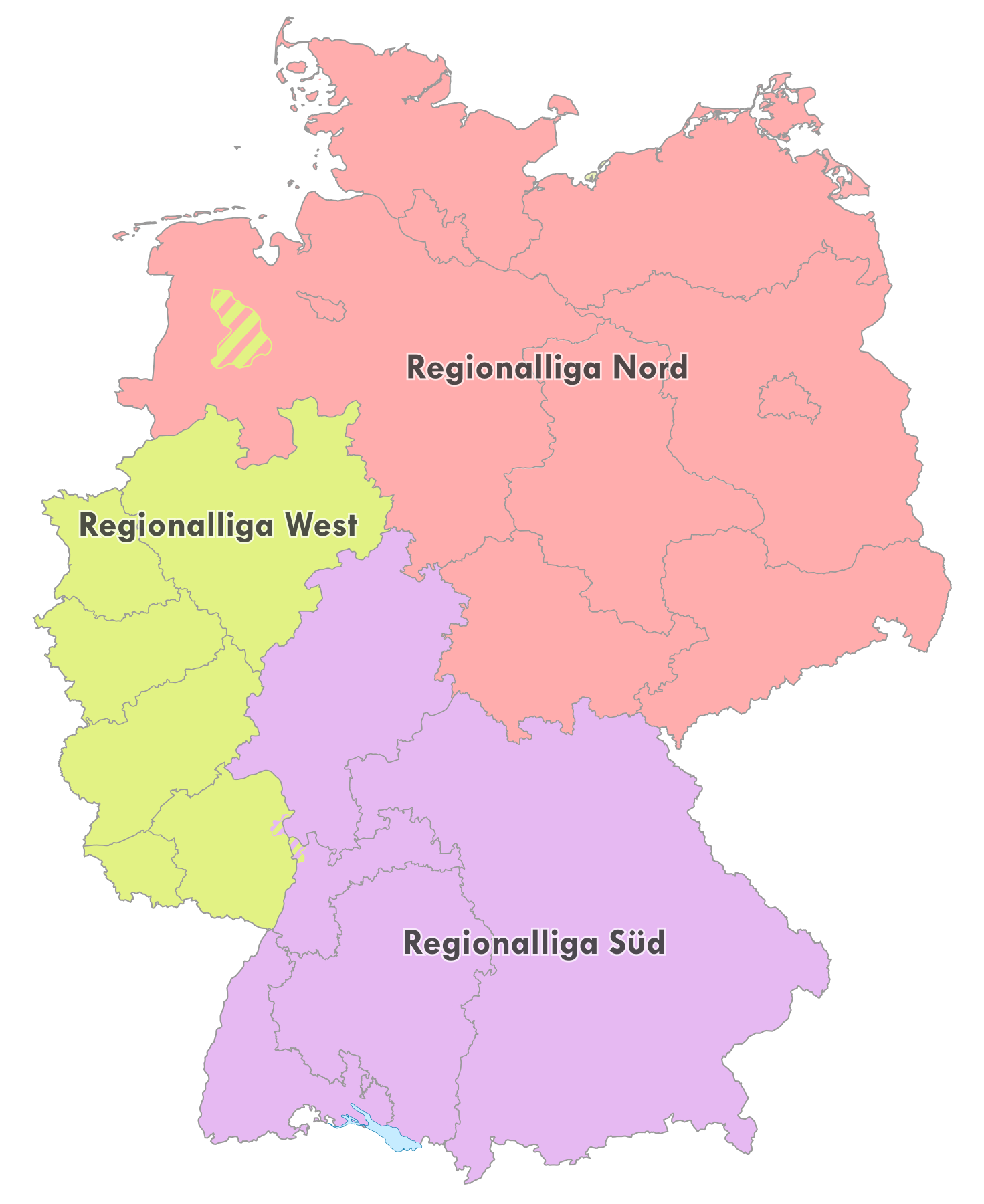
Regionalliga-indeling, 2008–2012

| Jaar | Nord             | West                 | Süd                   |
| ---- | ---------------- | -------------------- | --------------------- |
| 2009 | Holstein Kiel    | Borussia Dortmund II | 1. FC Heidenheim 1846 |
| 2010 | SV Babelsberg 03 | 1. FC Saarbrücken    | VfR Aalen             |
| 2011 | Chemnitzer FC    | Preußen Münster      | SV Darmstadt 98       |
| 2012 | Hallescher FC    | Borussia Dortmund II | Stuttgarter Kickers   |

### 2013-heden

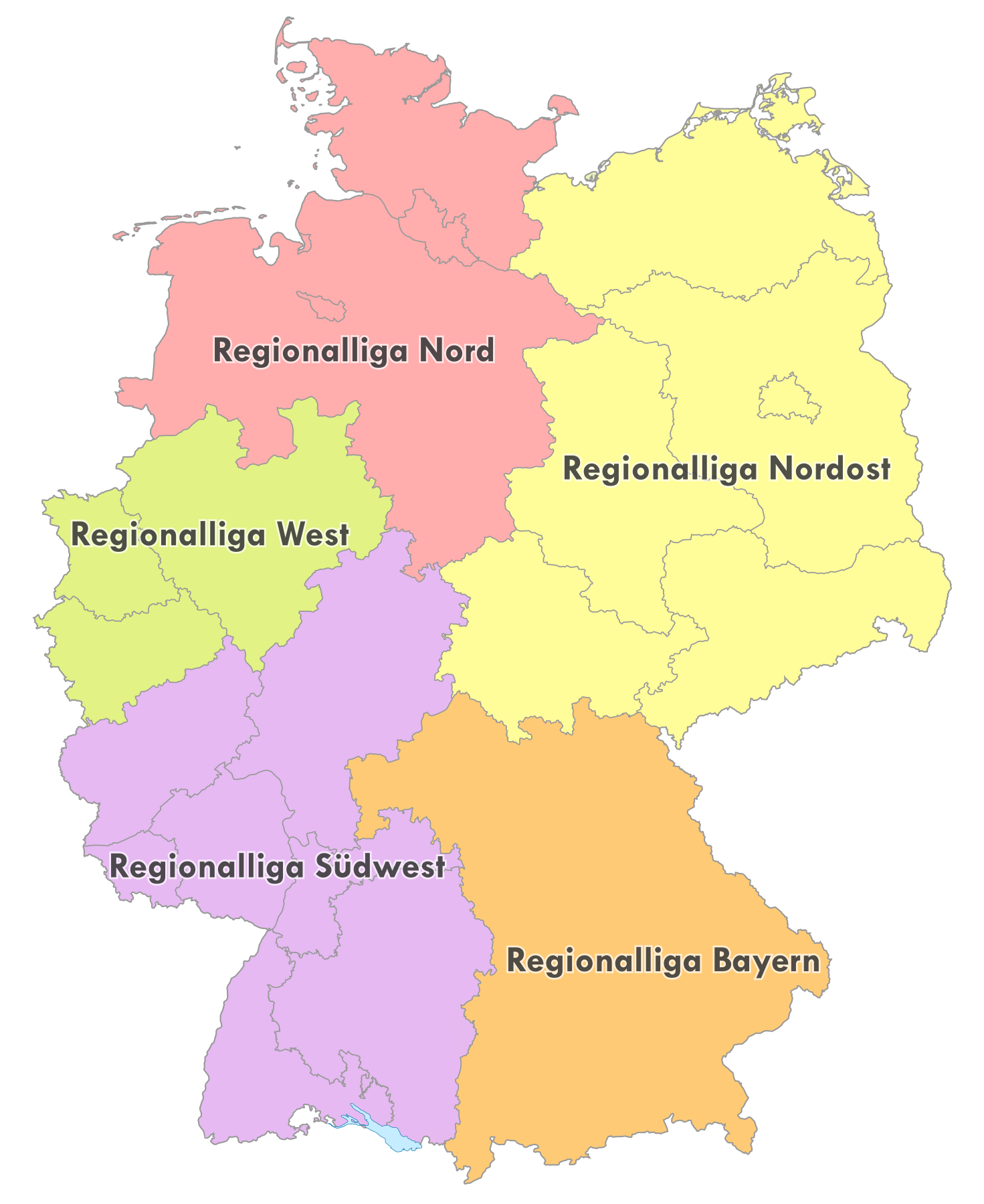
Regionalliga-indeling sinds 2012/13

| Jaar | Nord                   | Nordost            | West                        | Südwest                     | Bayern                |
| ---- | ---------------------- | ------------------ | --------------------------- | --------------------------- | --------------------- |
| 2013 | Holstein Kiel          | RB Leipzig         | Sportfreunde Lotte          | KSV Hessen Kassel           | TSV 1860 München II   |
| 2014 | VfL Wolfsburg II       | TSG Neustrelitz    | SC Fortuna Köln             | SG Sonnenhof Großaspach     | FC Bayern München II  |
| 2015 | Werder Bremen II       | 1. FC Magdeburg    | Borussia Mönchengladbach II | Offenbacher FC Kickers 1901 | FC Würzburger Kickers |
| 2016 | VfL Wolfsburg II       | FSV Zwickau        | Sportfreunde Lotte          | SV Waldhof Mannheim         | SSV Jahn Regensburg   |
| 2017 | SV Meppen              | FC Carl Zeiss Jena | FC Viktoria Köln 1904       | SV Elversberg               | SpVgg Unterhaching    |
| 2018 | SC Weiche Flensburg 08 | Energie Cottbus    | KFC Uerdingen 05            | 1. FC Saarbrücken           | TSV 1860 München      |
| 2019 | VfL Wolfsburg II       | Chemnitzer FC      | FC Viktoria Köln 1904       | SV Waldhof Mannheim         | FC Bayern München II  |

## Statistieken 1963-1974

### Regionalliga Nord
- /11 = aantal seizoenen in de 2de klasse

| Club                   | /11 | Club                   | /11 |
| ---------------------- | --- | ---------------------- | --- |
| Arminia Hannover       | 11  | Heider SV              | 5   |
| Holstein Kiel          | 11  | Olympia Wilhelmshaven  | 5   |
| TuS Bremerhaven 93     | 11  | VfV Hildesheim         | 4   |
| FC St. Pauli           | 11  | SC Leu Braunschweig    | 4   |
| VfL Osnabrück          | 11  | OSV Hannover           | 3   |
| VfL Wolfsburg          | 11  | SC Victoria Hamburg    | 3   |
| VfB Lübeck             | 11  | SV Friedrichsort       | 3   |
| VfB Oldenburg          | 10  | SV Meppen              | 3   |
| Göttingen 05           | 10  | VfR Neumünster         | 2   |
| HSV Barmbek-Uhlenhorst | 9   | Bremer SV              | 2   |
| Itzehoer SV            | 9   | Polizei SV Bremen      | 1   |
| Concordia Hamburg      | 8   | Eintracht Braunschweig | 1   |
| ASV Bergedorf 85       | 7   | VfL Pinneberg          | 1   |
| Phönix Lübeck          | 7   | Hannover 96            | 1   |
| FC Altona 93           | 5   | VfB Oldenburg          | 1   |
| SC Sperber Hamburg     | 5   | Rasensport Harburg     | 1   |
| TuS Celle              | 5   | TuS Haste              | 1   |

### Regionalliga West
| Club                    | /11 | Club                     | /11 |
| ----------------------- | --- | ------------------------ | --- |
| Schwarz-Weiß Essen      | 11  | Eintracht Duisburg       | 4   |
| SC Viktoria Köln        | 10  | Bonner SC                | 4   |
| Bayer Leverkusen        | 10  | Bayer Uerdingen          | 3   |
| Preußen Münster         | 10  | Arminia Gütersloh        | 3   |
| Wuppertaler SV          | 9   | STV Horst-Emscher        | 3   |
| Arminia Bielefeld       | 9   | VfB Bottrop              | 3   |
| Westfalia Herne         | 9   | Sportfreunde Siegen      | 3   |
| Eintracht Gelsenkirchen | 9   | Borussia Dortmund        | 2   |
| Alemannia Aachen        | 8   | 1. FC Mülheim            | 2   |
| Sportfreunde Hamborn 07 | 8   | Borussia Mönchengladbach | 2   |
| Fortuna Düsseldorf      | 7   | Union Ohligs             | 1   |
| Rot-Weiß Essen          | 7   | VfL Klafeld              | 1   |
| Lüner SV                | 7   | Rot-Weiß Lüdenscheid     | 1   |
| TSV Marl-Hüls           | 7   | Duisburger SV            | 1   |
| VfL Bochum              | 6   | SpVgg Herten             | 1   |
| Rot-Weiß Oberhausen     | 6   | Duisburg 48/99           | 1   |
| Fortuna Köln            | 6   | Homberger SV             | 1   |
| VfR Neuß                | 6   | SSVg Velbert             | 1   |
| SG Wattenscheid 09      | 5   | SSV Hagen                | 1   |
| DJK Gütersloh           | 5   | Hammer SpVg              | 1   |
| SpVgg Erkenschwick      | 5   |                          |     |

- Duisburg 48/99 en Duisburger SV fusioneerden na het eerste seizoen om zo Eintracht Duisburg te vormen.

### Regionalliga Südwest
| Club                 | /11 | Club                     | /11 |
| -------------------- | --- | ------------------------ | --- |
| Wormatia Worms       | 11  | VfB Theley               | 3   |
| FK Pirmasens         | 11  | BSC Oppau                | 3   |
| FSV Mainz 05         | 11  | TSC Zweibrücken          | 3   |
| TuS Neuendorf        | 11  | SV Weisenau Mainz        | 3   |
| Röchling Völklingen  | 11  | Sportfreunde Eisbachtal  | 2   |
| Eintracht Trier      | 10  | Sportfreunde Saarbrücken | 2   |
| 1. FC Saarbrücken    | 10  | Germania Metternick      | 2   |
| Südwest Ludwigshafen | 10  | SG Friedrichsthal        | 2   |
| SV Alsenborn         | 9   | VfR Kaiserslautern       | 2   |
| Saar 05 Saarbrücken  | 8   | SpVgg Andernach          | 1   |
| VfR Frankenthal      | 8   | FC Ensdorf               | 1   |
| Borussia Neunkirchen | 8   | Phönix Ludwigshafen      | 1   |
| FC Homburg           | 8   | TuRa Ludwigshafen        | 1   |
| Phönix Bellheim      | 6   | SV Niederlahnstein       | 1   |
| ASV Landau           | 6   | SSV Mülheim              | 1   |
| FV Speyer            | 6   | FC Landsweiler           | 1   |
| SpVgg Weisenau       | 4   | Eintracht Kreuznach      | 1   |
| SC Ludwigshafen      | 4   |                          |     |

### Regionalliga Süd
| Club                | /11 | Club                   | /11 |
| ------------------- | --- | ---------------------- | --- |
| Hessen Kassel       | 11  | SpVgg Bayreuth         | 4   |
| SpVgg Fürth         | 11  | TSV 1860 München       | 4   |
| Stuttgarter Kickers | 11  | Wacker München         | 3   |
| Freiburger FC       | 11  | SpVgg Ludwigsburg      | 2   |
| FC Schweinfurt 05   | 11  | VfR Oli Bürstadt       | 2   |
| Bayern Hof          | 11  | Bayern München         | 2   |
| SSV Reutlingen      | 10  | TSG Ulm 46             | 2   |
| Darmstadt 98        | 9   | BC Augsburg            | 2   |
| VfR Mannheim        | 9   | FC Emmendingen         | 1   |
| SV Waldhof Mannheim | 9   | FC Augsburg            | 1   |
| Kickers Offenbach   | 7   | SpVgg Weiden           | 1   |
| FSV Frankfurt       | 7   | VfR Pforzheim          | 1   |
| ESV Ingolstadt      | 7   | Germania Wiesbaden     | 1   |
| Jahn Regensburg     | 7   | SV Wiesbaden           | 1   |
| Opel Rüsselsheim    | 7   | Armicitia Viernheim    | 1   |
| Schwaben Augsburg   | 6   | VfL Neckarau           | 1   |
| FC Villingen        | 6   | SV Göppingen           | 1   |
| Karlsruher SC       | 6   | Rot-Weiß Frankfurt     | 1   |
| 1. FC Nürnberg      | 5   | Viktoria Aschaffenburg | 1   |
| VfR Heilbronn       | 5   | SpVgg Neu-Isenburg     | 1   |
| 1. FC Pforzheim     | 4   | Borussia Fulda         | 1   |

### Regionalliga Berlin
| Club                        | /11 | Club                      | /11 |
| --------------------------- | --- | ------------------------- | --- |
| Tennis Borussia Berlin      | 11  | Meteor 06 Berlin          | 3   |
| SC Wacker 04 Berlin         | 11  | TuS Wannsee               | 3   |
| SpVgg Blau-Weiß 1890 Berlin | 11  | VfB Hermsdorf             | 3   |
| Spandauer SV                | 11  | VfL Nord Berlin           | 2   |
| FC Hertha 03 Zehlendorf     | 11  | Berliner FC Preussen 1894 | 2   |
| Berliner SV 92              | 10  | Berliner FC Viktoria 1889 | 2   |
| Tasmania Berlin             | 9   | Lichterfelder SU          | 2   |
| 1. FC Neukölln              | 9   | Neuköllner Sportfreunde   | 2   |
| Rapide Wedding              | 8   | Rot-Weiß Neukölln         | 1   |
| Reinickendorfer Füchse      | 6   | SC Westend 01             | 1   |
| BFC Südring Berlin          | 6   | BBC Südost Berlin         | 1   |
| Berliner FC Alemannia 1890  | 6   | SC Union 06 Berlin        | 1   |
| SC Staaken                  | 5   | SC Tegel                  | 1   |
| Kickers 1900 Berlin         | 4   | SC Gatow                  | 1   |
| Hertha BSC                  | 3   |                           |     |